# MTV Europe Music Award al miglior artista maschile
L'MTV Europe Music Award al miglior artista maschile (MTV Europe Music Award for Best Male) è stato uno dei premi principali degli MTV Europe Music Awards, assegnato dal 1994.
Nel 2007 e nel 2008 sia questo premio, sia quello al miglior artista maschile sono stati sostituiti da una categoria generale (MTV Europe Music Award al miglior artista), in cui i nominati sono di entrambi i sessi. La divisione tra i generi è stata poi reintrodotta dal 2009 al 2017.

## Albo d'oro

### Anni 1990

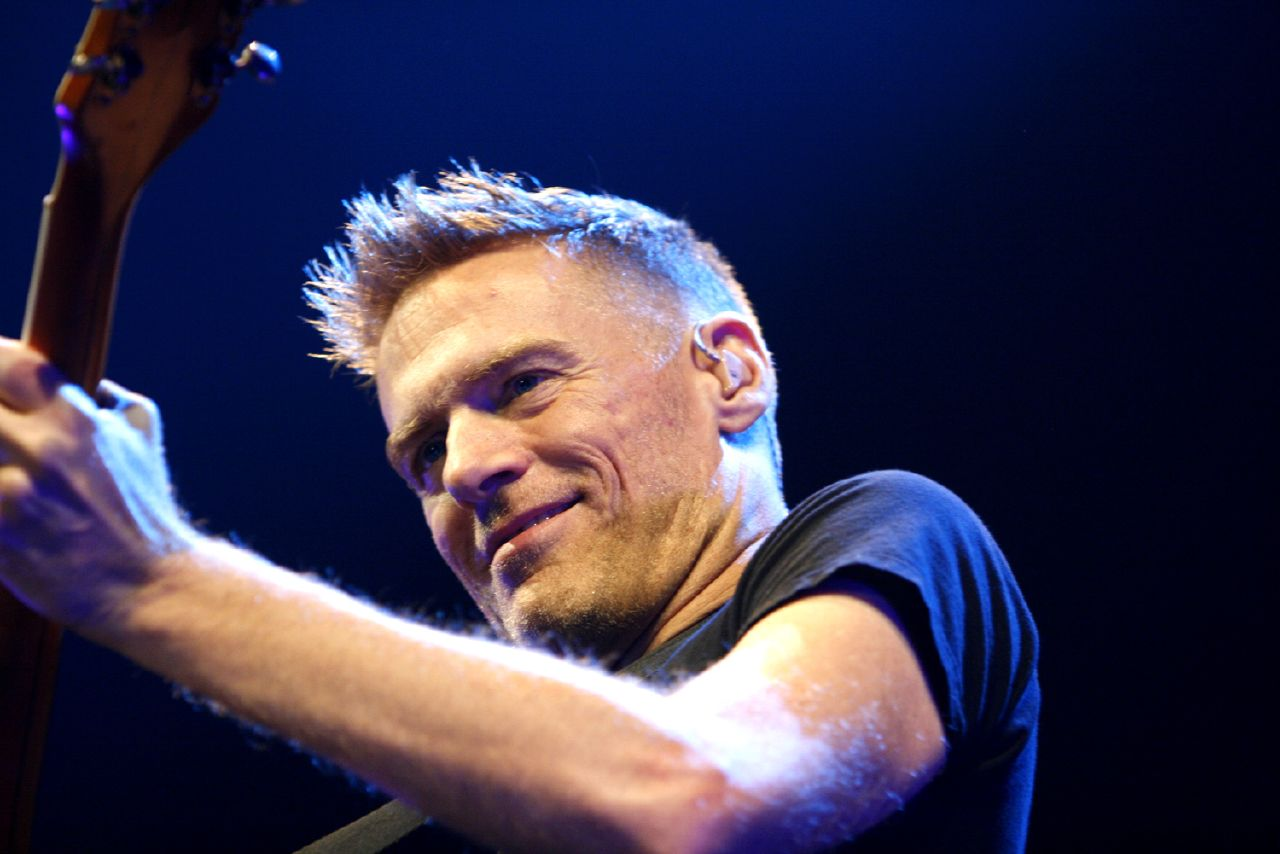
Bryan Adams, vincitore nel 1994.

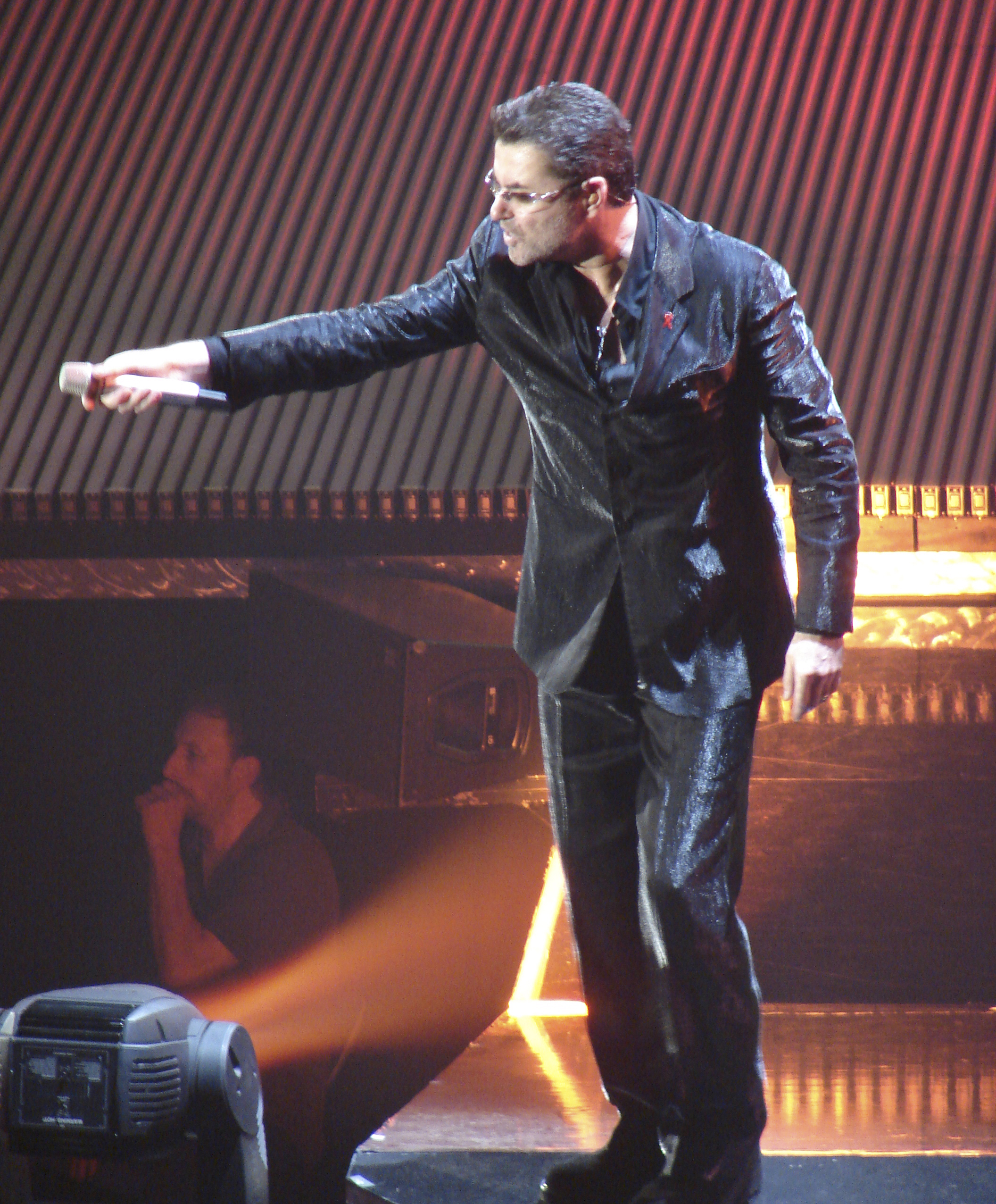
George Michael, vincitore nel 1996.

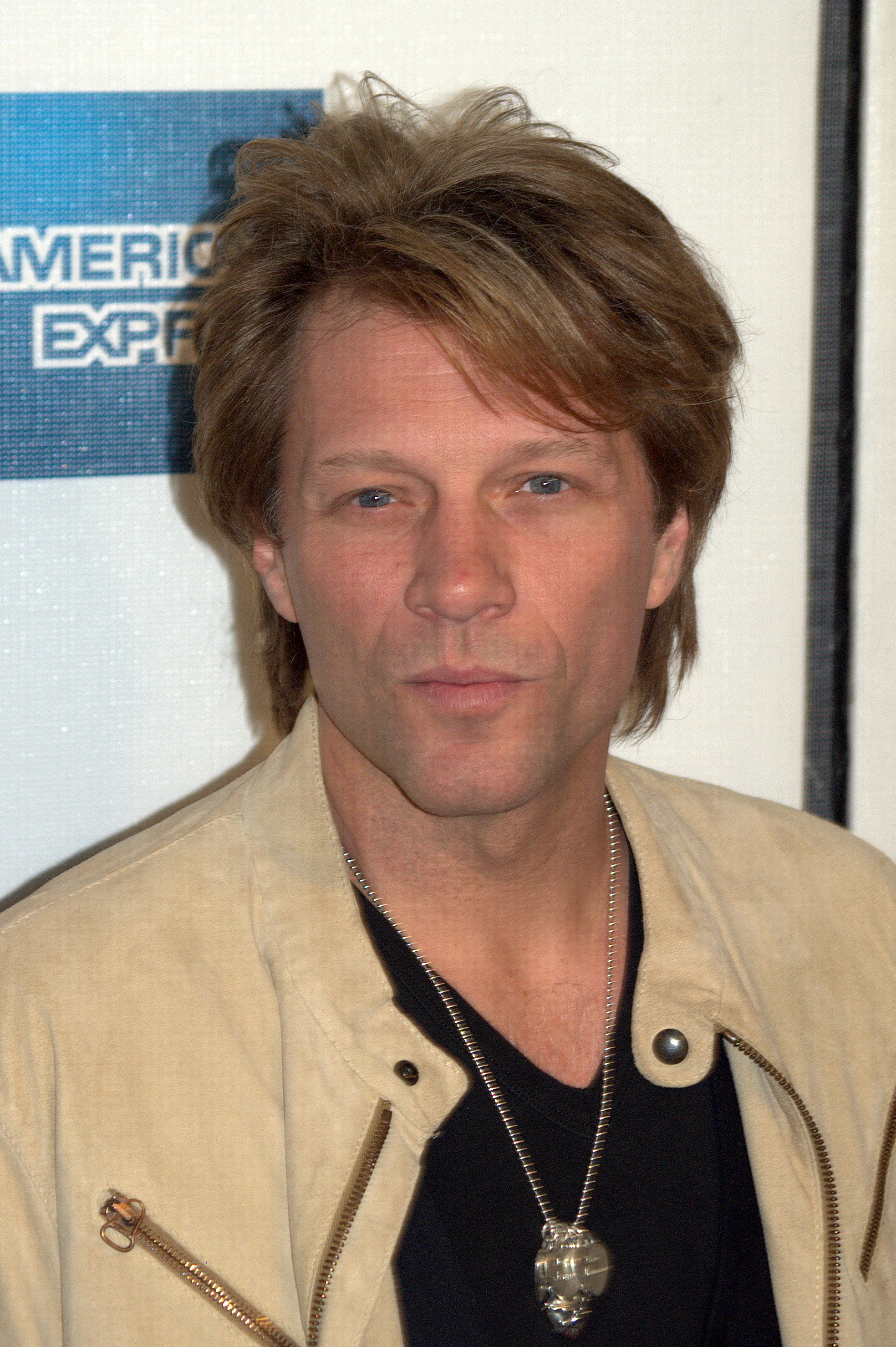
Bon Jovi, vincitore nel 1997.

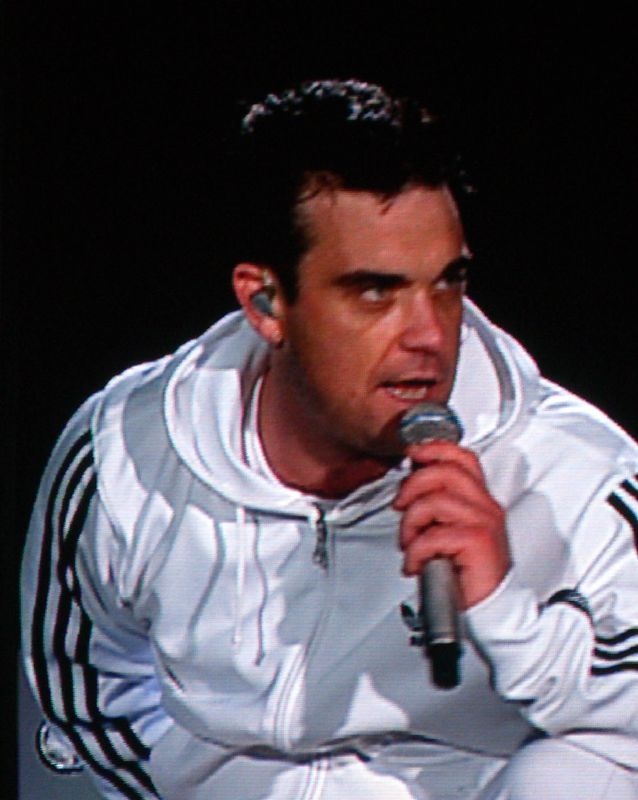
Robbie Williams, vincitore nel 1998, nel 2001 e nel 2005.

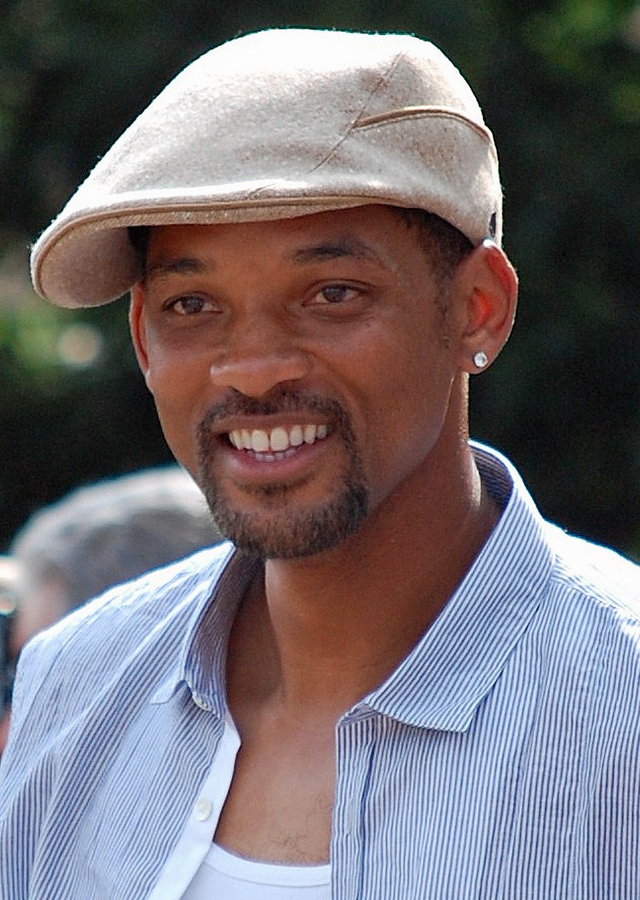
Will Smith, vincitore nel 1999.

- 1994
  -  Bryan Adams
  -  MC Solaar
  -  Prince
  -  Seal
  -  Bruce Springsteen
- 1995
  -  Michael Jackson
  -  Dr. Dre
  -  Lenny Kravitz
  -  Scatman John
  -  Neil Young
- 1996
  -  George Michael
  -  Bryan Adams
  -  Beck
  -  Nick Cave
  -  Eros Ramazzotti
- 1997
  -  Jon Bon Jovi
  -  Babyface
  -  Beck
  -  Michael Jackson
  -  George Michael
- 1998
  -  Robbie Williams
  -  Eagle Eye Cherry
  -  Puff Daddy
  -  Ricky Martin
  -  Will Smith
- 1999
  -  Will Smith
  -  Ricky Martin
  -  George Michael
  -  Sasha
  -  Robbie Williams

### Anni 2000

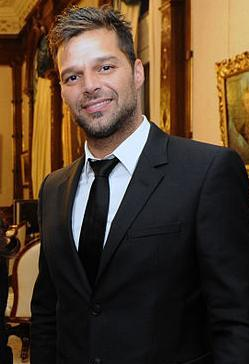
Ricky Martin, vincitore nel 2000.

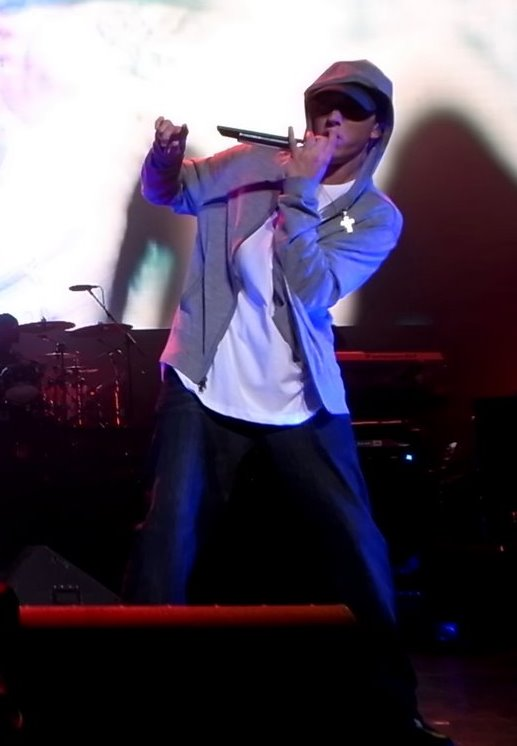
Eminem, vincitore nel 2002 e nel 2009.

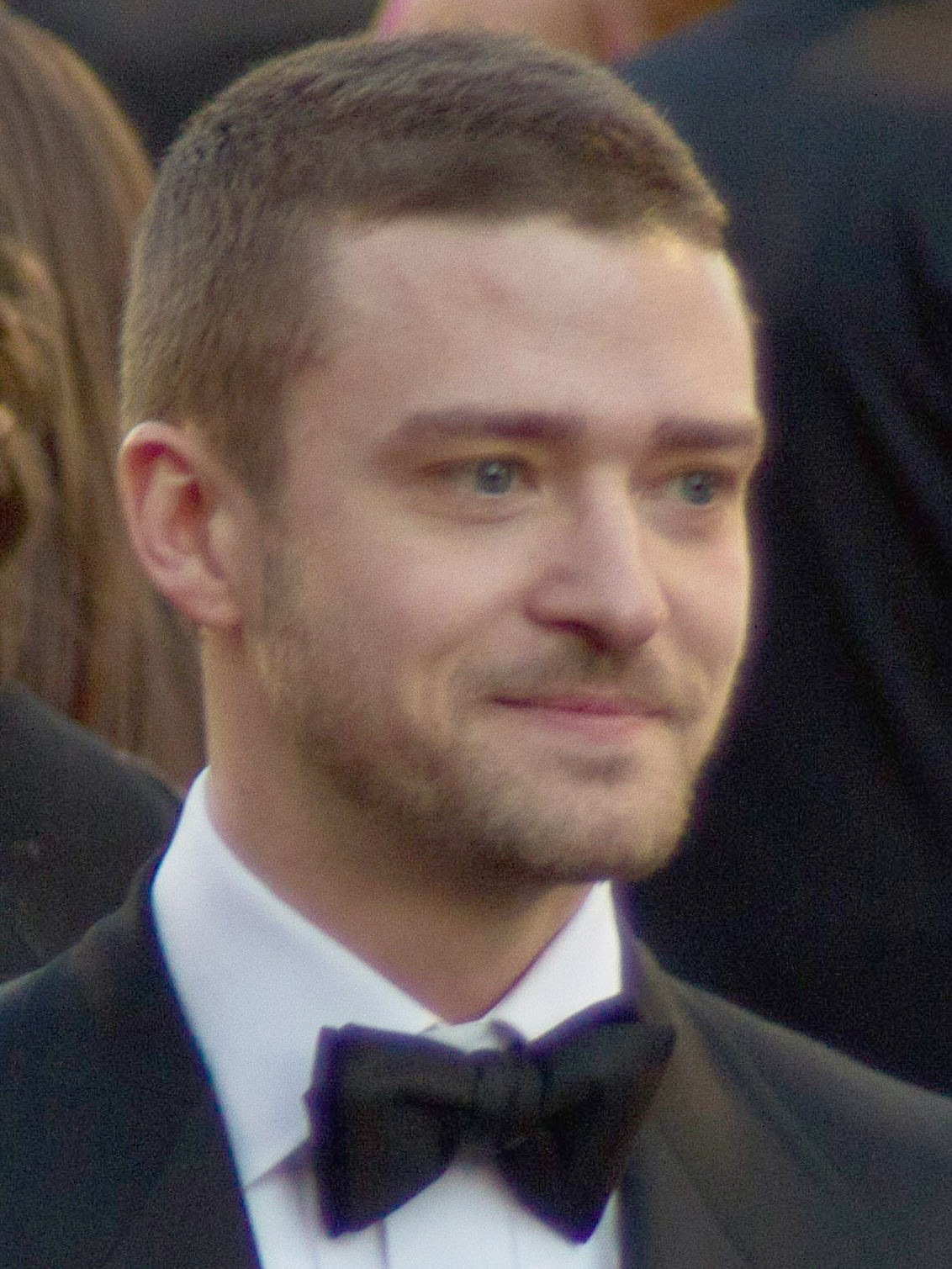
Justin Timberlake, vincitore nel 2006.

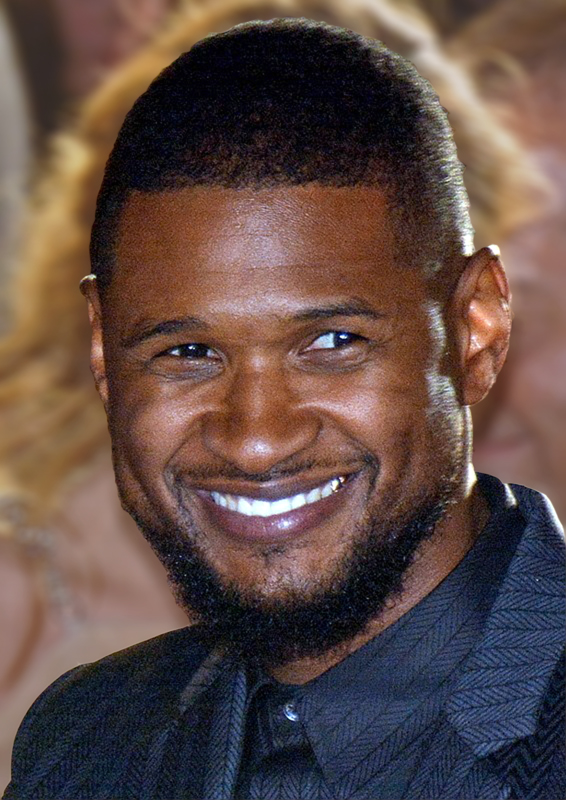
Usher, vincitore nel 2004.

- 2000
  -  Ricky Martin
  -  Eminem
  -  Ronan Keating
  -  Sisqó
  -  Robbie Williams
- 2001
  -  Robbie Williams
  -  Craig David
  -  Eminem
  -  Ricky Martin
  -  Shaggy
- 2002
  -  Eminem
  -  Enrique Iglesias
  -  Lenny Kravitz
  -  Nelly
  -  Robbie Williams
- 2003
  -  Justin Timberlake
  -  Craig David
  -  Eminem
  -  Sean Paul
  -  Robbie Williams
- 2004
  -  Usher
  -  Jay-Z
  -  Nelly
  -  Justin Timberlake
  -  Robbie Williams
- 2005
  -  Robbie Williams
  -  50 Cent
  -  Eminem
  -  Moby
  -  Snoop Dogg
- 2006
  -  Justin Timberlake
  -  Sean Paul
  -  Pharrell Williams
  -  Kanye West
  -  Robbie Williams
- 2009
  -  Eminem
  -  Jay-Z
  -  Kanye West
  -  Mika
  -  Robbie Williams

### Anni 2010

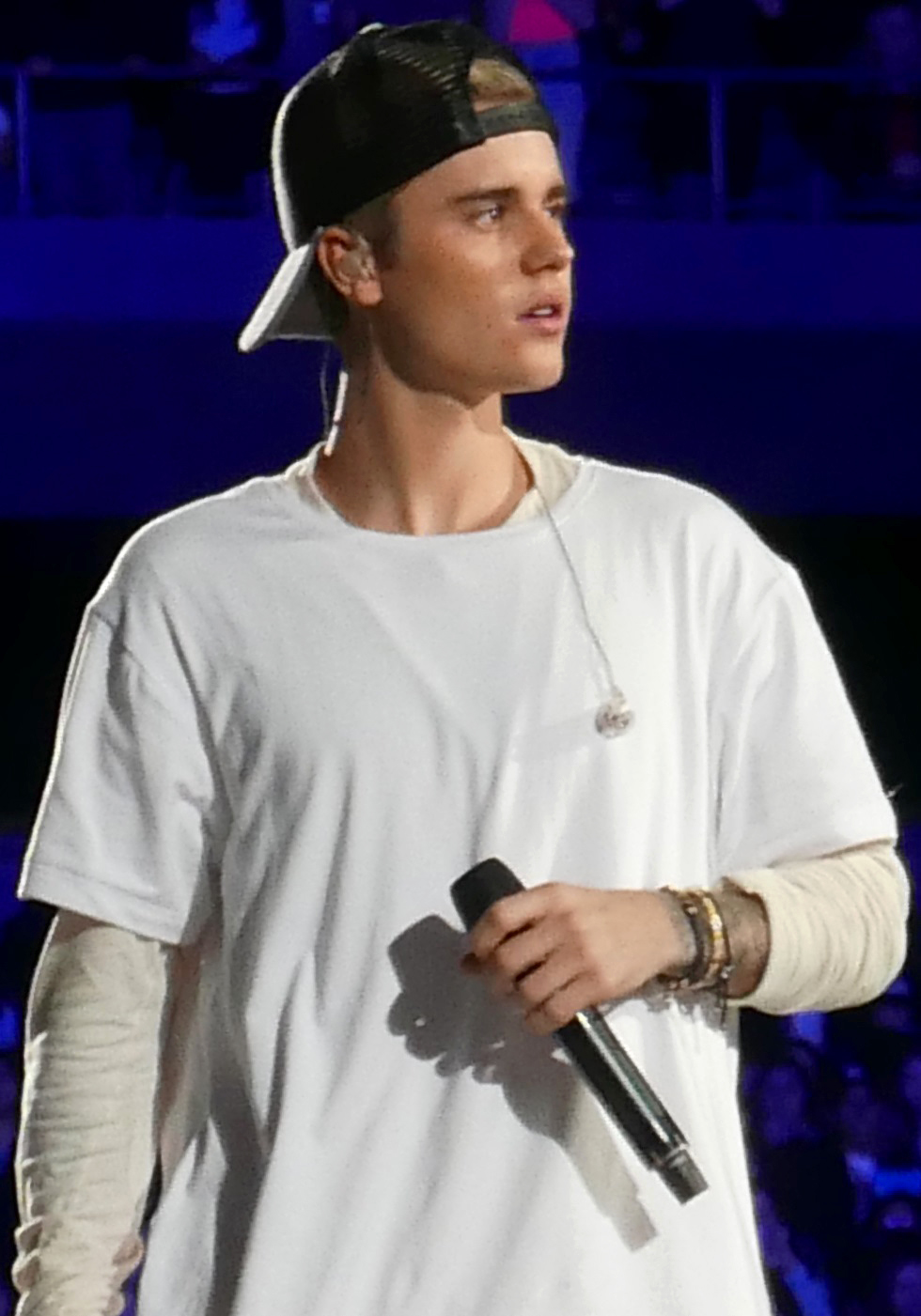
Justin Bieber, vincitore per 6 volte consecutive tra il 2010 e il 2015.

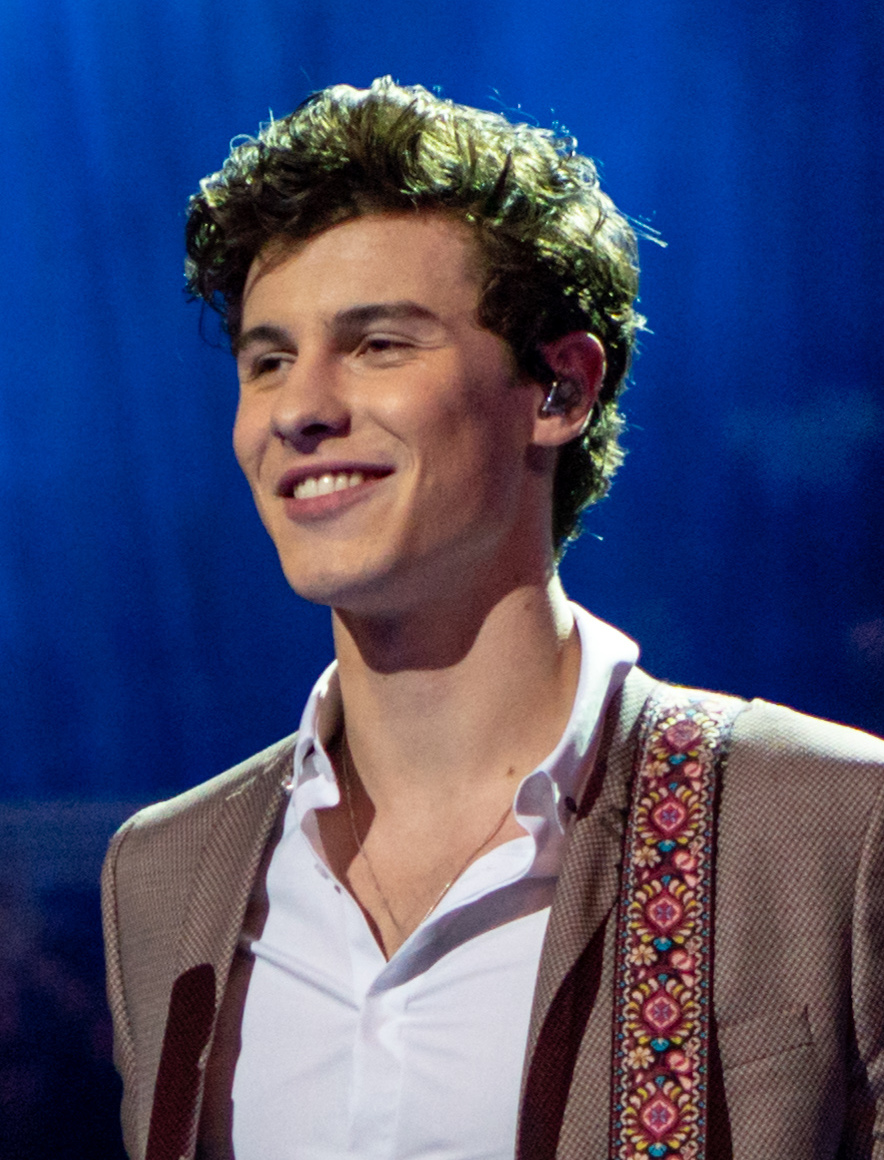
Shawn Mendes, vincitore nel 2016.

- 2010[1]
  -  Justin Bieber
  -  Eminem
  -  Enrique Iglesias
  -  Usher
  -  Kanye West
- 2011[2]
  -  Justin Bieber
  -  Bruno Mars
  -  David Guetta
  -  Eminem
  -  Kanye West
- 2012[3]
  -  Justin Bieber
  -  Flo Rida
  -  Jay-Z
  -  Kanye West
  -  Pitbull
- 2013[4]
  -  Justin Bieber
  -  Eminem
  -  Jay-Z
  -  Bruno Mars
  -  Justin Timberlake
- 2014[5]
  -  Justin Bieber
  -  Ed Sheeran
  -  Eminem
  -  Justin Timberlake
  -  Pharrell Williams
- 2015[6]
  -  Justin Bieber
  -  Pharrell Williams
  -  Kanye West
  -  Jason Derulo
  -  Ed Sheeran
- 2016[7]
  -  Shawn Mendes
  -  Calvin Harris
  -  Drake
  -  Justin Bieber
  -  The Weeknd

## Statistiche e record
Robbie Williams e Justin Bieber sono gli unici due artisti ad aver vinto per più di due volte il premio come miglior artista maschile agli MTV Europe Music Awards. Justin Bieber detiene il record assoluto, avendo vinto questo riconoscimento per 6 anni consecutivi.
Eros Ramazzotti è l'unico artista italiano ad essere candidato in questa categoria.